# 김규흥
김규흥(金奎興, 1872년~1936년)은 한국의 독립운동가이다. 호는 범재. 김복(金復)이라고도 불렸다. 또 다른 이름으로 김기제란 이름을 썼다는 주장도 있다. 중국 신해혁명에 참여했고 독립운동자금을 모으기 위한 흥화실업은행을 설립한 공로를 인정받아 1998년 건국훈장 애국장을 받았다. KBS는 2019년 8월 20일 방송된 '시사기획 창' 임시정부수립 100주년 특집밀정 2부작 중 '밀정 2부 - 임시정부를 파괴하라'에서 " 학계의 토론과는 별개로 '대중적 관점'", "역사학계의 진지한 토론과 국가보훈처의 면밀한 서훈 심사도 당연히 필요하겠지만 그와 별도"의 제기를 하였다.(즉 일제의 밀정이라는 증거가 나왔다.)

## 생애
1872년 6월 13일 충북 옥천군 옥천읍 문정리에서 태어났다. 스무 살이 되던 해 부친이 별세했지만 경성에 머물며 공부하고 동지들을 규합하는 데 집중하며 귀향하지 못했다. 일본을 방문하고 신문물을 접한 후 고향인 옥천에 창명학교를 세웠다. 이후 고위직에 있던 외가 친척의 주선으로 고종의 밀명을 받아 중국 아청은행에 있는 고종의 비자금으로 중국에서 한인 무관을 양성하려는 계획을 세우고 중국으로 향했지만 도중에 일제에 발각돼 6개월간 옥고를 치렀다.
1906년 대한자강회 회원으로 활동했다. 대한자강회에서 장지연, 박은식, 양기탁 등 독립운동가들을 만나 돈독한 관계를 유지했다. 1906년 말∼1907년 초 중국으로 망명해 상하이(上海)와 난징(南京)에서 활동하며 중국 혁명파와의 교류, 한인 무관 양성에 대한 지원을 약속받고 신해혁명에도 가담했다. 중국 망명 직후 조선의 국권 회복의 의미를 담아 이름도 김복(金復)으로 바꿨다.
김규흥은 더 활발한 독립운동을 펼치기 위해 1907년 말∼1908년 초 광둥으로 무대를 옮긴 그는 본격적인 혁명활동에 나섰다. 광둥 혁명활동의 중심인물이었던 추노(鄒魯)의 회고록에 따르면 김규흥은 워낙 성실했기 때문에 비밀문건을 보관하거나 전달하는 것은 모두 그를 통할 정도였다. 그는 청나라 군인을 대상으로 혁명을 선전하고 혁명에 가담하도록 하는 중책을 맡았다. 보안을 요하는 임무 특성으로 그의 행적이 지금까지는 잘 알려지지 않았다.
1911년 10월 한국인 최초로 신해혁명에 참여했다. 신해혁명을 일으킨 핵심인물 6명 중 유일한 한국인이다. 이런 공로로 그는 광둥지역에 혁명정부가 들어선 이후인 1913년 초 광둥 호군사서(護軍使署) 고문원(顧問員)에 임명됐다. 군부 서열 2, 3위에 해당하는 자리다. 신해혁명에 가담한 이유에 대해 김규흥은 미주한인회에 보낸 1911년 3월 7일자 편지에서 “중국에서도 광둥은 가장 개화가 빠른 지역이고 왜적에 대한 증오도 깊은 지역이라 독립운동을 도모하기에 가장 좋은 곳으로 판단해 수년째 활동하고 있다”고 밝혔다.
또한 김규흥은 ‘동제사’라는 비밀 단체에서 독립지사를 양성하기도 했다. 그는 1913년 12월 20일 동제사를 통해 홍콩에서 ‘향강’이라는 잡지를 발간했다. 향강은 최초의 한·중 합작 잡지였다. 1913년에는 프랑스 지역 내에 박달학원을 건립해 많은 독립지사들을 양성했다.
1921년 독립운동가 박용만과 ‘흥화실업은행’을 설립해 무장 투쟁을 적극 지원했다. 흥화실업은행은 금융기관을 표방하였을 뿐 사실은 독립운동자금을 모으기 위해 세워진 것이다.
베이징과 만주지역의 토지를 사고, 동지들을 모아 경작하게 하면서 각 군사단체들을 하나로 모으려는 노력을 기울였다. 그러나 1923년 자본(주식금) 확충 계획이 원활하지 않으면서 본래의 목적을 달성하는 데는 실패했다. 그리고 1936년 8월 16일 톈진에서 작고했다. 대전 현충원에 안장돼 있다.
중국 신해혁명에 참여했고 독립운동자금을 모으기 위한 흥화실업은행을 설립한 공로를 인정받아 1998년 건국훈장 애국장을 받았다.
후손으로 충북 옥천읍 하계리에 손자 김치영, 증손자 김상훈 등이 살고 있다. 김규흥기념사업회 이사장 김상승도 김규흥의 증손자다.

## 사후 추모
김규흥의 생가는 옥천군 옥천읍 문정리 춘추민속관 내 별관(건축면적 220m2) 문향헌(聞香軒)이다. 1760년(영종 36년) 문향 김치선이 건립한 250여년 된 전통 한옥이다. 옥천군은 보존을 위해 2009년 12월 28일 문향헌을 향토유적으로 지정했다.
2010년 ‘범재 김규흥과 3·1혁명’이라는 책이 나왔다. 김규흥의 증손자인 김상철이 수집한 자료를 바탕으로 공저자인 김상구와 함께 펴냈다.
2016년 10월 15일 김규흥의 삶과 항일 무장투쟁을 조명하는 대규모 학술대회가 옥천문화예술회관에서 열렸다. 옥천군과 옥천문화원, 사단법인 김규흥기념사업회에서 주최한 이번 학술대회는 그의 고향인 옥천에서 처음으로 열린 학술대회였다.
2018년 10월 ‘범재 김규흥 선생 기념비’ 제막식이 옥천읍 하계리에 위치한 죽향초등 교정에서 열렸다. 김규흥은 이 학교 전신인 사립 창명학교(彰明學校) 설립자다. 교육을 통한 자강운동에 힘을 쏟아 1906년 목화밭에 학교를 세운 것으로 전해진다.
2018년 12월 김규흥 평전(저자 김상구)이 나왔다. 옥천문화원과 김규흥 기념사업회 등으로 구성된 편찬위원회에서 펴냈다. 1500권이 만들어져 전국 사학과 소재 대학 도서관과 학교 등에 무료로 배포했다.

## 2016년 박걸순 교수의 문제 제기
김규흥 밀정설은 충북대 박걸순 교수가 2016년 이미 제기한 바 있다. 2016년 10월 15일, 옥천에서 열린 〈제1회 김규흥기념학술대회〉에서 충북대 박걸순 교수가 “옥천지역 근대의 기억과 독립운동가”란 제목으로 기조강연을 했다. 박 교수는 우쓰노미야 타로 일기를 소개하며, 일기에 등장하는 김복의 행적이 사실이라면 “독립운동가로서 김규흥을 전면 재평가해야한다는 불행한 상황이 올 수도 있음을 유념해야 한다”고 발표했다. 박 교수는 2017년 8월16일, 옥천신문과 인터뷰를 한다. 옥천신문은 “김규흥 관련 자료 참담하고, 충격적이었다”라고 제목을 뽑았다. 이 인터뷰에서 박 교수는 2016년 학술대회 발표 내용보다 더 구체적으로 김복의 일제밀정 가능성을 주장했다. 박 교수의 주장을 반박하는 글을 비롯해 옥천신문은 이 논란에 대해 많은 지면을 할애했다.
김규흥 밀정설이 일파만파로 번져가자 토론회 혹은 세미나를 통해 이 문제를 해결하자는 논의가 있었다. (사)옥천향토사연구회 주관, 옥천군·옥천문화원 주최 〈제2회 김규흥 선생의 대한독립운동 학술세미나〉가 2017년 11월 16일 개최됐다. 주 발표자로 박걸순 교수와 김규흥 관련 최초의 서적인 『범재 김규흥과 3·1운동』의 공동저자이며 『김규흥 평전』을 집필하고 있던 김상구, 두 사람의 참석을 추진했다. 그러나 박 교수는 세미나 참여를 거부했고, 참관을 하지 않았다.
세미나 종료 후 옥천신문은 “조선군사령관 일기만 갖고 ‘밀정’ 확정 안돼” “김규흥 밀정? 확실한 밀정 흔적, 어디에도 없다” 등의 기사를 통해 김규흥 밀정설 논란에 대해 입장을 밝혔다. 그리고 2018년 12월 21일 개최된 〈제3회 김규흥 선생의 대한독립운동 학술세미나〉에서도 김복 밀정설이 언급되었지만, 옥천신문은 “김규흥 밀정 논란, 선생이 조선총독부 요구 응했다는 근거 없어”라는 기사로 세미나의 결론을 보도했다.

### 학계의 토론과는 별개의 문제제기를 한 2019년 KBS 방송
KBS는 2019년 8월 20일 '시사기획 창' 임시정부수립 100주년 특집밀정 2부작 중 '밀정 2부 - 임시정부를 파괴하라'를 방송했다. 이 방송에서는 김규흥이 밀정 혐의를 보도했다.. 8월 13일 방송된 밀정 1부 - 배신의 기록 방송에서 △일본과 중국 기밀문서 5만 장을 분석했고 △이를 토대로 일제강점기 한국인 밀정 혐의자 895명을 특정해 이들의 이름을 공개했다. △또 이들 가운데 ‘안중근 거사의 동지’ 우덕순과 ‘김좌진 장군의 비서’ 이정을 대표적 사례로 고발 보도했다.
김규흥에 대해 방송했다.
문서를 발굴한 배경한 부산대 교수는 김규흥의 밀정여부가 불분명하다고 밝히었다.
그러나 이것은 사실 학계의 주장과 무관한 방송임이 드러났다. KBS측은 방송의 정체가 사실 "학계의 연구와 토론이 좀 더 필요한 부분"이지만 "학계의 토론과는 별개로 '대중적 관점'에서 분명한 사실"이 존재하며 "역사학계의 진지한 토론과 국가보훈처의 면밀한 서훈 심사도 당연히 필요하겠지만 그와 별도로 언론의 문제 제기"라고 밝히며 문제제기일 뿐이라며 정당화했다.

### 김규흥기념사업회의 반발
KBS의 밀정 방송 후 (사)범재 김규흥기념사업회는 보도에 반박하는 글을 홈페이지(http://www.kimguyheung.or.kr/main 보관됨 2023-10-02 - 웨이백 머신 )에 게시했다. (사)범재 김규흥기념사업회 이사장 김상승은 김규흥의 증손자다. 2019년 8월 28일 홈페이지 자유게시판에 실린 '김규흥 밀정설 보도에 대한 우리의 입장'에서 KBS가 김규흥을 일제의 밀정으로 단정한 것은 심각한 역사왜곡이었다고 지적하면서 김복이 밀정이라고 단정한 근거가 있는지 등 8가지 질문을 던지고 있다. 그러면서 사과방송과 함께 방영된 2편의 방송 계속보기 차단, 방송된 김복 관련 부분의 삭제를 요구하고 제기한 문제점에 대하여 의혹을 풀어주지 않을 경우, KBS 및 관련자를 형법 제308조 “사자명예훼손죄”로 고소·고발할 예정이라고 밝혔다.
이 글은 김규흥 홈페이지 공지사항이 아니라 자유게시판에 올려져 있다. 이 때문에 김규흥이 밀정이었다는 KBS 방송을 본 사람들이 자유게시판에 올린 비판글에 대한 답장 성격으로 보인다. 이러한 주장을 KBS 측에 전달했는지는 알 수 없다.
'김규흥 밀정설 보도에 대한 우리의 입장'의 내용은 김규흥블로그(https://blog.naver.com/kimguyheung )에도 게시돼 있는데, [공지] 김규흥 밀정에 대한 입장, 범재 김규흥에 대한 허위보도라는 제목으로 실려 있다.